# Casaji
Casaji (em francês: Kasaji) é uma cidade e distrito administrativo da República Democrática do Congo. Situa-se na província de Lualaba, na parte sul do país, a 1100 km a sudeste da capital Quinxassa.
A região circundante a Casaji é pouco povoada, com cerca de 8 habitantes por quilômetro quadrado.
Casaji é atravessada pelo Caminho de Ferro de Benguela, que a liga a Mutshatsha e a Coluezi (a capital da província de Lualaba), e; ao Luau, em Angola.

## Geografia
Com um clima úmido e subtropical, de temperatura média anual próxima a 21°C, o mês mais quente é agosto, quando a temperatura média é de 24°C, e a mais fria é de janeiro, com 19°C. A precipitação média anual é de 1 254 milímetros. O mês mais chuvoso é março, com uma média de 250 mm de precipitação, e o mais seco é junho, com 1 mm de precipitação. Com essas características ambientais, ao redor de Casaji cresce principalmente a floresta de savana.